# Parafia św. Józefa w Śląskiej Ostrawie

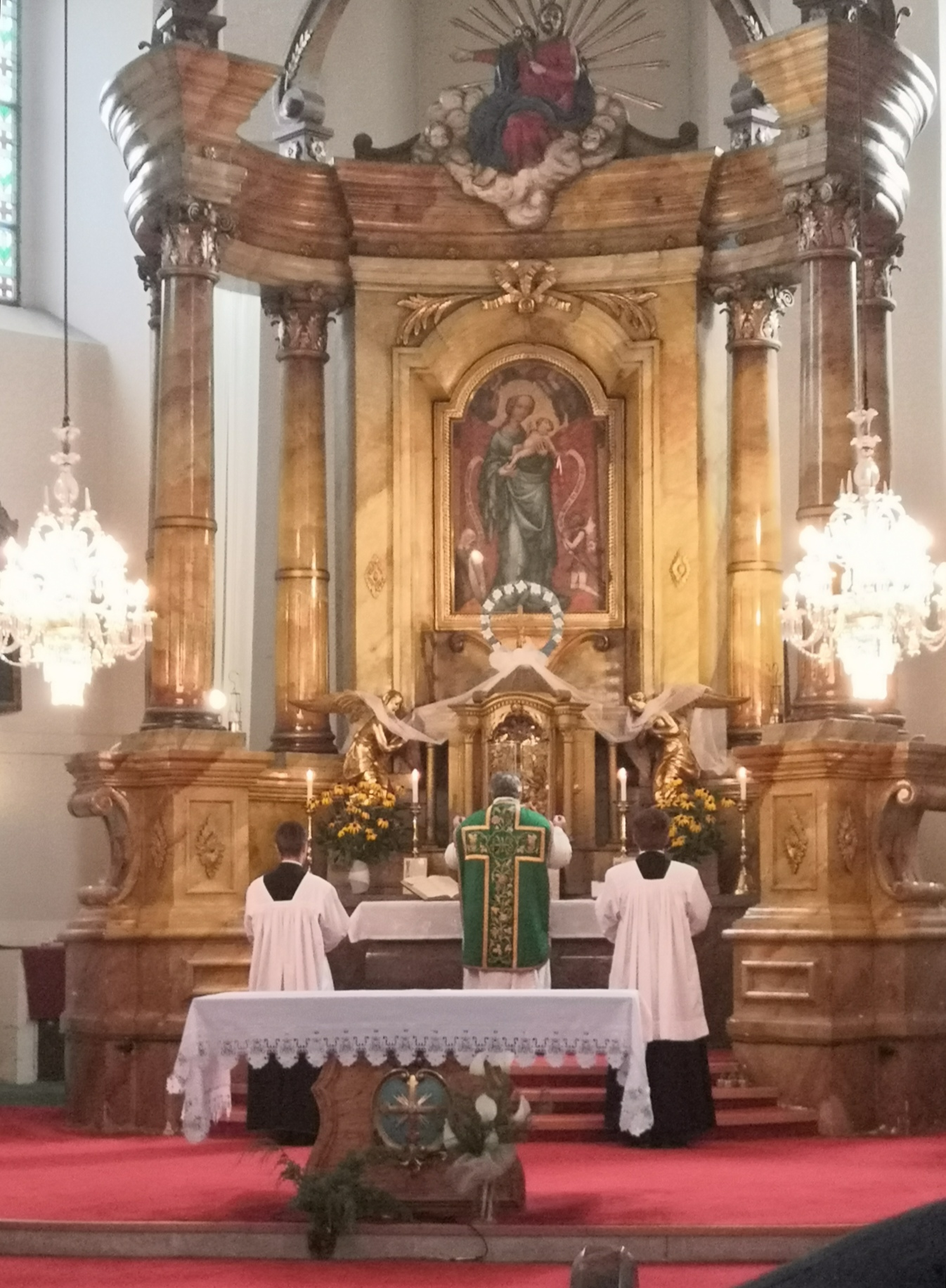
Msza trydencka w parafii

Parafia św. Józefa w Śląskiej Ostrawie – parafia rzymskokatolicka znajdująca się w Ostrawie, w dzielnicy Śląska Ostrawa, w kraju morawsko-śląskim w Czechach. Należy do dekanatu Ostrawa diecezji ostrawsko-opawskiej.

## Historia
Parafia powstała w XIV lub w pierwszej połowie XV wieku. Została wymieniona w spisie świętopietrza sporządzonym przez archidiakona opolskiego Mikołaja Wolffa w 1447 pośród innych parafii archiprezbiteratu (dekanatu) w Cieszynie pod nazwą Ostravia. Na podstawie wysokości opłaty w owym sprawozdaniu liczbę ówczesnych parafian (we wszystkich podległych wioskach) oszacowano na 165. Pierwotnie drewniany kościół był pod wezwaniem św. Jerzego Męczennika.
W okresie Reformacji kościół został przejęty przez ewangelików. 26 marca 1654 został im odebrany przez specjalną komisję. W tym roku na nowo utworzono parafię katolicką, włączoną do nowo utworzonego dekanatu frydeckiego. W 1769 parafia znalazła się w nowo utworzonym dekanacie karwińskim. Po wojnach śląskich i oddzieleniu granicą od diecezjalnego Wrocławia, będącego w odtąd w Królestwie Prus, do zarządzania pozostałymi w Monarchii Habsburgów parafiami powołano w 1770 Wikariat generalny austriackiej części diecezji wrocławskiej. W latach 1780–1783 wzniesiono obecny murowany kościół pw. św. Józefa na miejscu poprzedniego drewnianego pw. św. Jerzego.
Historycznie parafia była morawsko-/czeskojęzyczna, ale po kryzysie gospodarczym w latach 70. XIX masowo za pracą przybywali nowi polscy katolicy, głównie z Galicji. Liczba polskojęzycznych mieszkańców Polskiej Ostrawy (od 1879 miasteczka) wzrosła z 1080 (12,3%) w 1880 do 2166 (11,4%) w 1900 i 4467 (19,7%) w 1910. Staraniem Karola Hudźca (Wikariusz Generalny w latach 1897–1902) zaprowadzono w miejscowym kościele kazania w języku polskim. W 1910 katolicy stanowili 94,3% mieszkańców miasteczka (21604 z 22892).
Po I wojnie światowej Polska Ostrawa (od 1919 Śląska Ostrawa) znalazła się w granicach Czechosłowacji, wciąż jednak podległa była diecezji wrocławskiej, pod zarządem specjalnie do tego powołanej instytucji zwanej: Knížebiskupský komisariát niský a těšínský. W 1928 utworzony został nowy dekanat śląskoostrawski, a w 1939 jako jedna z 17 parafii archidiecezji wrocławskiej pozostała w granicach Protektoratu Czech i Moraw. W 1947 obszar ten wyjęto ostatecznie spod władzy biskupów wrocławskich i utworzono Apostolską Administraturę w Czeskim Cieszynie, podległą Watykanowi. W 1978 obszar Administratury podporządkowany został archidiecezji ołomunieckiej. W 1996 wydzielono z archidiecezji ołomunieckiej nową diecezję ostrawsko-opawską.